# Luís Catita
Luís Catita, de son nom complet Luís Martins Catita da Silva , est un arbitre portugais de football né le 23 juillet 1975  à Évora au (Portugal).
Il est arbitre depuis 2002. Il est promu dans le championnat portugais comme arbitre portugais de 1re catégorie lors de la saison 2009-2010.
Il fait partie de l'AF Évora.